# Lindholm Sogn (Sydslesvig)
Lindholm Sogn (på tysk Kirchspiel Lindholm) er et sogn i det nordvestlige Sydslesvig, tidligere i Bøking Herred (Tønder Amt), nu Risum-Lindholm Kommune i Nordfrislands Kreds i delstaten Slesvig-Holsten. 
I Lindholm Sogn findes flg. stednavne:
- Brovej (Broweg)
- Klokris (Klockries)
- Krempehus (Kremperhaus)
- Legerade
- Lindholm (deles i Nørre og Sønder Lindholm)
- Holmen
- Vejager (Wegacker)